# Sinocymbachus decorus
Sinocymbachus decorus là một loài bọ cánh cứng trong họ Endomychidae. Loài này được Strohecker & Chûjô miêu tả khoa học năm 1970.